# 金莫·哈科拉
金莫·汉努·塔皮奥·哈科拉（芬蘭語：Kimmo Hannu Tapio Hakola，1958年7月27日—），芬兰当代作曲家，出生在于韦斯屈莱，毕业于西贝柳斯音乐学院，曾师从劳塔瓦拉和芒努斯·林德贝里等作曲家。作品数量不太多，但质量颇高。尤其擅长写作协奏曲，21世纪以来也创作了多部歌剧。